# Gerard Bellaart
Gerard Bellaart (Dordrecht, 10 april 1946) is een Nederlandse beeldend kunstenaar, typograaf, en uitgever.
Van 1970 tot 1976 leidde Bellaart de underground uitgeverij Cold Turkey Press, waarmee hij internationaal aanzien verwierf.